# Victor (Nowy Jork)
Victor – town w Stanach Zjednoczonych, w stanie Nowy Jork, w hrabstwie Ontario.
Powierzchnia town wynosi 35,93 mi² (około 93 km²). Według stanu na 2010 rok jego populacja wynosi 14 275 osób, a liczba gospodarstw domowych: 5822. W 2000 roku zamieszkiwało je 9823 osób, a w 1990 mieszkańców było 7191.
W obrębie town znajduje się village również nazwana Victor.